# Kazimierz Rozbicki
Kazimierz Rozbicki (ur. 12 lipca 1932 w Starej Wsi koło Węgrowa, zm. 2 lipca 2018 w Koszalinie) – polski kompozytor, dyrygent, pedagog, publicysta.

## Życiorys
Od 1949 do 1950 roku był więźniem politycznym. Studiował w Państwowej Wyższej Szkole Muzycznej w Warszawie (obecnie Uniwersytet Muzyczny Fryderyka Chopina) w klasie kompozycji Witolda Rudzińskiego (1965) oraz w klasie dyrygentury Bohdana Wodiczki (1966). Od 1967 mieszkał w Koszalinie, gdzie do 1973 roku był dyrygentem tamtejszej filharmonii. W latach 1969–1980 był kierownikiem muzycznym Bałtyckiego Teatru Dramatycznego. Od 1977 do 1992 roku wykładał w Akademii Muzycznej w Gdańsku, a w latach 1991–2002 był pedagogiem Wyższej Szkoły Pedagogicznej (obecnie Akademia Pomorska) w Słupsku. Ponadto publikował recenzje i artykuły o muzyce w koszalińskiej prasie. Od 1965 był członkiem Związku Kompozytorów Polskich.
Zmarł w wieku 86 lat. Został pochowany na Cmentarzu Komunalnym w Koszalinie.

## Twórczość
- Trzy etiudy na flet i fortepian (1959)
- Concerto da camera na dwie harfy i orkiestrę kameralną (1959)
- Kwartet smyczkowy (1963)
- Euforia na orkiestrę symfoniczną (1965)
- Preludium symfoniczne na orkiestrę (1969)
- Trifonium na orkiestrę (1973)
- Lacrimonium pamięci ofiar Treblinki na organy i orkiestrę (1993)
- Missa festiva na głosy solowe, chór mieszany i orkiestrę symfoniczną (2000)[2]
- Uniesienia gasnące na orkiestrę symfoniczną[3]
- Introitus z Missy festivy, transkrypcja na organy[4]

Skomponował muzykę do ponad 30 spektakli teatralnych.

## Odznaczenia
- Krzyż Kawalerski Orderu Odrodzenia Polski (2003)
- Srebrny Medal „Zasłużony Kulturze Gloria Artis” (2013)[6]